# Wahlkreis Eboli (Camera dei deputati)
Der Wahlkreis Eboli war von 1993 bis 2005 und ist seit 2017 wieder ein Wahlkreis (italienisch collegio elettorale) für die Wahl der Abgeordnetenkammer.

## Von 1993 bis 2005

### Wahlkreisgebiet
Der Wahlkreis umfasste 19 Gemeinden (Agropoli, Albanella, Altavilla Silentina, Campagna, Capaccio, Castelcivita, Cicerale, Controne, Eboli, Giungano, Laureana Cilento, Lustra, Ogliastro Cilento, Postiglione, Prignano Cilento, Rutino, Serre, Torchiara und Trentinara).

### Wahlergebnisse

#### Parlamentswahl 1994

##### Direktstimmen
| Kandidaten               | Kandidaten              | Parteien                        | Stimmen | %    |
| ------------------------ | ----------------------- | ------------------------------- | ------- | ---- |
|                          | Franco Cardiellogewählt | Alleanza Nazionale              | 17.547  | 24,4 |
|                          | Gaetano Fasolino        | FI – CCD – UdC – PLD            | 16.921  | 23,5 |
|                          | Gerardo Rosania         | Progressisti                    | 16.373  | 22,7 |
|                          | Paolo Serra             | Patto per l’Italia              | 15.744  | 21,9 |
|                          | Antonio D’Elia          | Unità Popolare                  | 3.634   | 5,0  |
|                          | Giuseppino Liuccio      | Socialdemocrazia per le Libertà | 1.832   | 2,5  |
| Gesamt                   | Gesamt                  | Gesamt                          | 72.051  | 100  |
|                          |                         |                                 |         |      |
| Ungültige Stimmen        | Ungültige Stimmen       | Ungültige Stimmen               | 7.507   | 9,4  |
| Wähler                   | Wähler                  | Wähler                          | 79.558  | 83,6 |
| Wahlberechtigte          | Wahlberechtigte         | Wahlberechtigte                 | 95.135  |      |
|                          |                         |                                 |         |      |
| Quelle: Innenministerium |                         |                                 |         |      |

##### Listenstimmen
| Parteien                             | Parteien                        | Parteien                           | Stimmen | %    |
| ------------------------------------ | ------------------------------- | ---------------------------------- | ------- | ---- |
|                                      | Progressisti                    | Partito Democratico della Sinistra | 9.482   | 13,7 |
| Partito della Rifondazione Comunista | Progressisti                    | 4.376                              | 6,3     |      |
| Partito Socialista Italiano          | Progressisti                    | 2.927                              | 4,2     |      |
| Federazione dei Verdi                | Progressisti                    | 2.439                              | 3,5     |      |
| Alleanza Democratica                 | Progressisti                    | 1.165                              | 1,7     |      |
| ↳ Gesamt                             | Progressisti                    | 20.389                             | 29,5    |      |
|                                      | Alleanza Nazionale              | Alleanza Nazionale                 | 17.450  | 25,2 |
|                                      | Patto per l’Italia              | Partito Popolare Italiano          | 7.909   | 11,4 |
| Patto Segni                          | Patto per l’Italia              | 5.030                              | 7,3     |      |
| ↳ Gesamt                             | Patto per l’Italia              | 12.939                             | 18,7    |      |
|                                      | Forza Italia                    | Forza Italia                       | 12.582  | 18,2 |
|                                      | Lista Marco Pannella            | Lista Marco Pannella               | 2.277   | 3,3  |
|                                      | Unità Popolare                  | Unità Popolare                     | 2.006   | 2,9  |
|                                      | Socialdemocrazia per le Libertà | Socialdemocrazia per le Libertà    | 812     | 1,2  |
|                                      | Unione Democratica Italiana     | Unione Democratica Italiana        | 307     | 0,4  |
|                                      | Alleanza Meridionale            | Alleanza Meridionale               | 229     | 0,3  |
|                                      | Riformisti Irpini               | Riformisti Irpini                  | 189     | 0,3  |
| Gesamt                               | Gesamt                          | Gesamt                             | 69.180  | 100  |
|                                      |                                 |                                    |         |      |
| Ungültige Stimmen                    | Ungültige Stimmen               | Ungültige Stimmen                  | 10.378  | 13,0 |
| Wähler                               | Wähler                          | Wähler                             | 79.558  | 83,6 |
| Wahlberechtigte                      | Wahlberechtigte                 | Wahlberechtigte                    | 95.135  |      |
|                                      |                                 |                                    |         |      |
| Quelle: Innenministerium             |                                 |                                    |         |      |

#### Parlamentswahl 1996

##### Direktstimmen
| Kandidaten               | Kandidaten              | Parteien            | Stimmen | %    |
| ------------------------ | ----------------------- | ------------------- | ------- | ---- |
|                          | Franco Cardiellogewählt | Polo per le Libertà | 34.192  | 48,8 |
|                          | Enrico Indelli          | L’Ulivo             | 28.761  | 41,0 |
|                          | Nicola Naponiello       | Fiamma Tricolore    | 3.931   | 5,6  |
|                          | Antonio Mennella        | Partito Socialista  | 3.196   | 4,6  |
| Gesamt                   | Gesamt                  | Gesamt              | 70.080  | 100  |
|                          |                         |                     |         |      |
| Ungültige Stimmen        | Ungültige Stimmen       | Ungültige Stimmen   | 8.224   | 10,5 |
| Wähler                   | Wähler                  | Wähler              | 78.304  | 79,8 |
| Wahlberechtigte          | Wahlberechtigte         | Wahlberechtigte     | 98.122  |      |
|                          |                         |                     |         |      |
| Quelle: Innenministerium |                         |                     |         |      |

##### Listenstimmen
| Parteien                                          | Parteien                             | Parteien                             | Stimmen | %    |
| ------------------------------------------------- | ------------------------------------ | ------------------------------------ | ------- | ---- |
|                                                   | Polo per le Libertà                  | Forza Italia                         | 16.706  | 24,1 |
| Alleanza Nazionale                                | Polo per le Libertà                  | 14.619                               | 21,1    |      |
| CCD – CDU                                         | Polo per le Libertà                  | 6.399                                | 9,2     |      |
| ↳ Gesamt                                          | Polo per le Libertà                  | 37.724                               | 54,4    |      |
|                                                   | L’Ulivo                              | Partito Democratico della Sinistra   | 10.783  | 15,6 |
| Popolari per Prodi (PPI – SVP – PRI – UD – Prodi) | L’Ulivo                              | 4.824                                | 7,0     |      |
| Rinnovamento Italiano                             | L’Ulivo                              | 2.935                                | 4,2     |      |
| Federazione dei Verdi                             | L’Ulivo                              | 1.949                                | 2,8     |      |
| ↳ Gesamt                                          | L’Ulivo                              | 20.491                               | 29,6    |      |
|                                                   | Partito della Rifondazione Comunista | Partito della Rifondazione Comunista | 5.922   | 8,5  |
|                                                   | Partito Socialista                   | Partito Socialista                   | 1.861   | 2,7  |
|                                                   | Fiamma Tricolore                     | Fiamma Tricolore                     | 1.810   | 2,6  |
|                                                   | Lista Pannella – Sgarbi              | Lista Pannella – Sgarbi              | 1.123   | 1,6  |
|                                                   | Patto per l’Agro                     | Patto per l’Agro                     | 187     | 0,3  |
|                                                   | Movimento Rinascita Italiana         | Movimento Rinascita Italiana         | 169     | 0,2  |
| Gesamt                                            | Gesamt                               | Gesamt                               | 69.287  | 100  |
|                                                   |                                      |                                      |         |      |
| Ungültige Stimmen                                 | Ungültige Stimmen                    | Ungültige Stimmen                    | 9.018   | 11,5 |
| Wähler                                            | Wähler                               | Wähler                               | 78.305  | 79,8 |
| Wahlberechtigte                                   | Wahlberechtigte                      | Wahlberechtigte                      | 98.122  |      |
|                                                   |                                      |                                      |         |      |
| Quelle: Innenministerium                          |                                      |                                      |         |      |

#### Parlamentswahl 2001

##### Direktstimmen
| Kandidaten               | Kandidaten              | Parteien               | Stimmen | %    |
| ------------------------ | ----------------------- | ---------------------- | ------- | ---- |
|                          | Franco Cardiellogewählt | Casa delle Libertà     | 33.307  | 43,9 |
|                          | Isaia Sales             | L’Ulivo                | 25.721  | 33,9 |
|                          | Carmelo Conte           | Socialisti Autonomisti | 10.105  | 13,3 |
|                          | Paolo Serra             | Democrazia Europea     | 4.740   | 6,3  |
|                          | Paola De Rosa           | Lista Di Pietro        | 1.931   | 2,5  |
| Gesamt                   | Gesamt                  | Gesamt                 | 75.804  | 100  |
|                          |                         |                        |         |      |
| Ungültige Stimmen        | Ungültige Stimmen       | Ungültige Stimmen      | 6.987   | 8,4  |
| Wähler                   | Wähler                  | Wähler                 | 82.791  | 80,9 |
| Wahlberechtigte          | Wahlberechtigte         | Wahlberechtigte        | 102.301 |      |
|                          |                         |                        |         |      |
| Quelle: Innenministerium |                         |                        |         |      |

##### Listenstimmen
| Parteien                       | Parteien                             | Parteien                               | Stimmen | %    |
| ------------------------------ | ------------------------------------ | -------------------------------------- | ------- | ---- |
|                                | Casa delle Libertà                   | Forza Italia                           | 24.869  | 34,4 |
| Alleanza Nazionale             | Casa delle Libertà                   | 9.541                                  | 13,2    |      |
| Nuovo PSI                      | Casa delle Libertà                   | 3.863                                  | 5,3     |      |
| CCD – CDU                      | Casa delle Libertà                   | 1.432                                  | 2,0     |      |
| ↳ Gesamt                       | Casa delle Libertà                   | 39.705                                 | 54,9    |      |
|                                | L’Ulivo                              | La Margherita (Dem – PPI – RI – Udeur) | 9.258   | 12,8 |
| Democratici di Sinistra        | L’Ulivo                              | 6.760                                  | 9,3     |      |
| Il Girasole (FdV – SDI)        | L’Ulivo                              | 1.403                                  | 1,9     |      |
| Partito dei Comunisti Italiani | L’Ulivo                              | 1.347                                  | 1,9     |      |
| ↳ Gesamt                       | L’Ulivo                              | 18.768                                 | 25,9    |      |
|                                | Democrazia Europea                   | Democrazia Europea                     | 3.533   | 4,9  |
|                                | Partito della Rifondazione Comunista | Partito della Rifondazione Comunista   | 3.412   | 4,7  |
|                                | Lista Di Pietro                      | Lista Di Pietro                        | 2.725   | 3,8  |
|                                | Lista Emma Bonino                    | Lista Emma Bonino                      | 1.222   | 1,7  |
|                                | Socialisti Autonomisti               | Socialisti Autonomisti                 | 1.011   | 1,4  |
|                                | Fiamma Tricolore                     | Fiamma Tricolore                       | 944     | 1,3  |
|                                | Liberi e Forti                       | Liberi e Forti                         | 575     | 0,8  |
|                                | Movimento delle Libertà              | Movimento delle Libertà                | 264     | 0,4  |
|                                | Paese Nuovo                          | Paese Nuovo                            | 145     | 0,2  |
|                                | Abolizione Scorporo                  | Abolizione Scorporo                    | 58      | 0,1  |
| Gesamt                         | Gesamt                               | Gesamt                                 | 72.362  | 100  |
|                                |                                      |                                        |         |      |
| Ungültige Stimmen              | Ungültige Stimmen                    | Ungültige Stimmen                      | 10.431  | 12,6 |
| Wähler                         | Wähler                               | Wähler                                 | 82.793  | 80,9 |
| Wahlberechtigte                | Wahlberechtigte                      | Wahlberechtigte                        | 102.301 |      |
|                                |                                      |                                        |         |      |
| Quelle: Innenministerium       |                                      |                                        |         |      |

## Seit 2020

### Wahlkreisgebiet
| Wahlkreise – Camera dei deputati – Kampanien | Wahlkreise – Camera dei deputati – Kampanien | Wahlkreise – Camera dei deputati – Kampanien |
| Provinz                                      | Provinz                                      | Gemeinden nach Provinzen ⮞ Wahlkreis |
| -------------------------------------------- | -------------------------------------------- | --- |
|                                              | Metropolitanstadt Neapel (92 Gemeinden)      | Teil Neapels ⮞ Wahlkreis Neapel – Fuorigrotta Teil Neapels ⮞ Wahlkreis Neapel – San Carlo all’Arena 13 ⮞ Wahlkreis Acerra 14 ⮞ Wahlkreis Casoria 16 ⮞ Wahlkreis Giugliano in Campania 28 ⮞ Wahlkreis Somma Vesuviana 20 ⮞ Wahlkreis Torre del Greco |
|                                              | Provinz Avellino (118 Gemeinden)             | alle ⮞ Wahlkreis Avellino |
|                                              | Provinz Benevento (78 Gemeinden)             | alle ⮞ Wahlkreis Benevento |
|                                              | Provinz Caserta (104 Gemeinden)              | 24 ⮞ Wahlkreis Caserta 52 ⮞ Wahlkreis Aversa 28 ⮞ Wahlkreis Benevento |
|                                              | Provinz Salerno (158 Gemeinden)              | 20 ⮞ Wahlkreis Salerno 112 ⮞ Wahlkreis Eboli 26 ⮞ Wahlkreis Scafati |

Der Wahlkreis umfasst 112 Gemeinden der Provinz Salerno.

### Wahlergebnisse

#### Parlamentswahl 2022
| Kandidaten                          | Kandidaten            | Stimmen | %    | Listen                                                  | Stimmen | %    |
| ----------------------------------- | --------------------- | ------- | ---- | ------------------------------------------------------- | ------- | ---- |
|                                     | Attilio Pierrogewählt | 68.811  | 46,7 | Fratelli d’Italia                                       | 38.820  | 26,4 |
| Forza Italia                        | Attilio Pierrogewählt | 68.811  | 46,7 | 15.472                                                  | 10,5    |      |
| Lega per Salvini Premier            | Attilio Pierrogewählt | 68.811  | 46,7 | 13.624                                                  | 9,3     |      |
| Noi Moderati                        | Attilio Pierrogewählt | 68.811  | 46,7 | 895                                                     | 0,6     |      |
|                                     | Luca Cascone          | 33.632  | 22,8 | Partito Democratico – Italia Democratica e Progressista | 26.334  | 17,9 |
| Alleanza Verdi e Sinistra           | Luca Cascone          | 33.632  | 22,8 | 3.305                                                   | 2,2     |      |
| +Europa                             | Luca Cascone          | 33.632  | 22,8 | 2.420                                                   | 1,6     |      |
| Impegno Civico – Centro Democratico | Luca Cascone          | 33.632  | 22,8 | 1.573                                                   | 1,1     |      |
|                                     | Dario Vassallo        | 31.096  | 21,1 | Movimento 5 Stelle                                      | 31.096  | 21,1 |
|                                     | Elvira Serra          | 6.968   | 4,7  | Azione – Italia Viva                                    | 6.968   | 4,7  |
|                                     | Nazario Matarazzo     | 2.005   | 1,4  | Unione Popolare                                         | 2.005   | 1,4  |
|                                     | Francesca Mari        | 1.606   | 1,1  | Italexit per l’Italia                                   | 1.606   | 1,1  |
|                                     | Sonia Romano          | 1.408   | 1,0  | Italia Sovrana e Popolare                               | 1.408   | 1,0  |
|                                     | Gennaro Ciociano      | 774     | 0,5  | Noi di Centro – Europeisti                              | 774     | 0,5  |
|                                     | Giuseppina Lettieri   | 488     | 0,3  | Vita                                                    | 488     | 0,3  |
|                                     | Vincenzo Botta        | 468     | 0,3  | Partito Animalista – UCDL – 10 Volte Meglio             | 468     | 0,3  |
| Gesamt                              | Gesamt                | 147.256 | 100  |                                                         | 147.256 | 100  |
|                                     |                       |         |      |                                                         |         |      |
| Ungültige Stimmen                   | Ungültige Stimmen     | 10.655  | 6,7  |                                                         |         |      |
| Wähler                              | Wähler                | 157.911 | 55,7 |                                                         |         |      |
| Wahlberechtigte                     | Wahlberechtigte       | 283.731 |      |                                                         |         |      |
|                                     |                       |         |      |                                                         |         |      |
| Quelle: Innenministerium            |                       |         |      |                                                         |         |      |